# Пірнове
Пі́рнове — село у Вишгородському районі Київської області. Адміністративний центр Пірнівської сільської громади. Розташоване на Десні. Засноване 1926 року.

## Історія
У ході нацистсько-радянської війни сили Червоної армії зайняли Пірнове 22 вересня 1943 року.

## Транспортне сполучення
Село розташоване за 40 км від Києва (відстань від станції метро «Героїв Дніпра» в Києві до центра села). З Києва можна дістатися маршрутними таксі № 349, 351 та проїзними (до Жукина, Сувида чи Десни). Кінцева МТ — на станції метро «Героїв Дніпра», а маршруток до Сувида та Десни — на площі Тараса Шевченка. У Пірнові існують дві зупинки: «Пірново»  (кінцева всіх маршруток, основна зупинка) і «Лісгосп» (відразу після в'їзного знака, неподалік від бази відпочинку «Славутич»).

## Об'єкти в селі
У селищі розташовані початкова школа, пошта, продуктовий і канцелярський магазини, колишнє кафе «Пірновчанка», занедбаний аеродром (нині велике поле неподалік від Десни), поліклініка й лікарня. У 2012 році почала функціонувати крафтова броварня Rodbrau, яка була побудована на місці колишнього молокозаводу. У селі розташований орнітологічний заказник — «Пірнівський», а також ботанічна пам'ятка природи «Деснянський дуб».

### Бази відпочинку
Окрім того, до селища відносяться база відпочинку «Роздолля» (розташована на вулиці Партизанській), навпроти якої є пляж на рукаві Десни, база відпочинку «Славутич». Подальші бази відпочинку розташовані на дорозі від Пірнова до Вищої Дубечні: «Десна» (вихід до другого пляжу рукава), «Восход» (укр. Схід), «Дружба», «Чайка» (вихід до третього пляжу рукава Десни, а також «скляна крамниця») тощо. Біля «Чайки» є розгалуження доріг, кожна з яких веде до Вищої Дубечні. На шляху від центра Пірнова до Десни також розташовані бази відпочинку «Лелека» й «Динамо» (біля футбольного поля).
У кінці центрального бульвару Шевченка колись було розташовано базу відпочинку «Дубки», яку згодом замінив приватний маєток.

## Пірнове та навколишнє середовище
З центра Пірнова відходить дорога, яка веде до Жукина: починається від проспекту Шевченка Т.Г. (біля крамниці), по вулиці Поштовій  і йде повз один із рукавів Десни (що закінчується нічим), далі йде через поля, повз ще один рукав Десни й приводить до Жукина з боку туристичної бази «Авіатор» (від НАУ).
Біля Пірнова витікає «старе русло» — рукав Десни, він проходить біля баз відпочинку Пірнова (повертаючи біля «Славутича»), далі уздовж дороги, розгалуженої біля бази відпочинку «Чайка», повертаючи таким чином у зворотному напрямку біля баз відпочинку Вищої Дубечні. У кінці цей рукав знову вливається в Десну, відокремлюючи таким чином острів. На цьому острові відсутні бази відпочинку чи інша антропогенна діяльність, натомість наявні луки, ліс та озеро.

## Населення

### Мова
Розподіл населення за рідною мовою за даними перепису 2001 року:
| Мова       | Кількість | Відсоток |
| ---------- | --------- | -------- |
| українська | 635       | 94.92%   |
| російська  | 33        | 4.93%    |
| білоруська | 1         | 0.15%    |
| Усього     | 669       | 100%     |

## Постаті
Уродженцями села є:
- Потапенко Ярослав Олександрович (1975-2016) — український історик, учасник Революції гідності.
- Савченко Анатолій Валентинович (1993-2014) — солдат Збройних Сил України, учасник російсько-української війни.

## Галерея

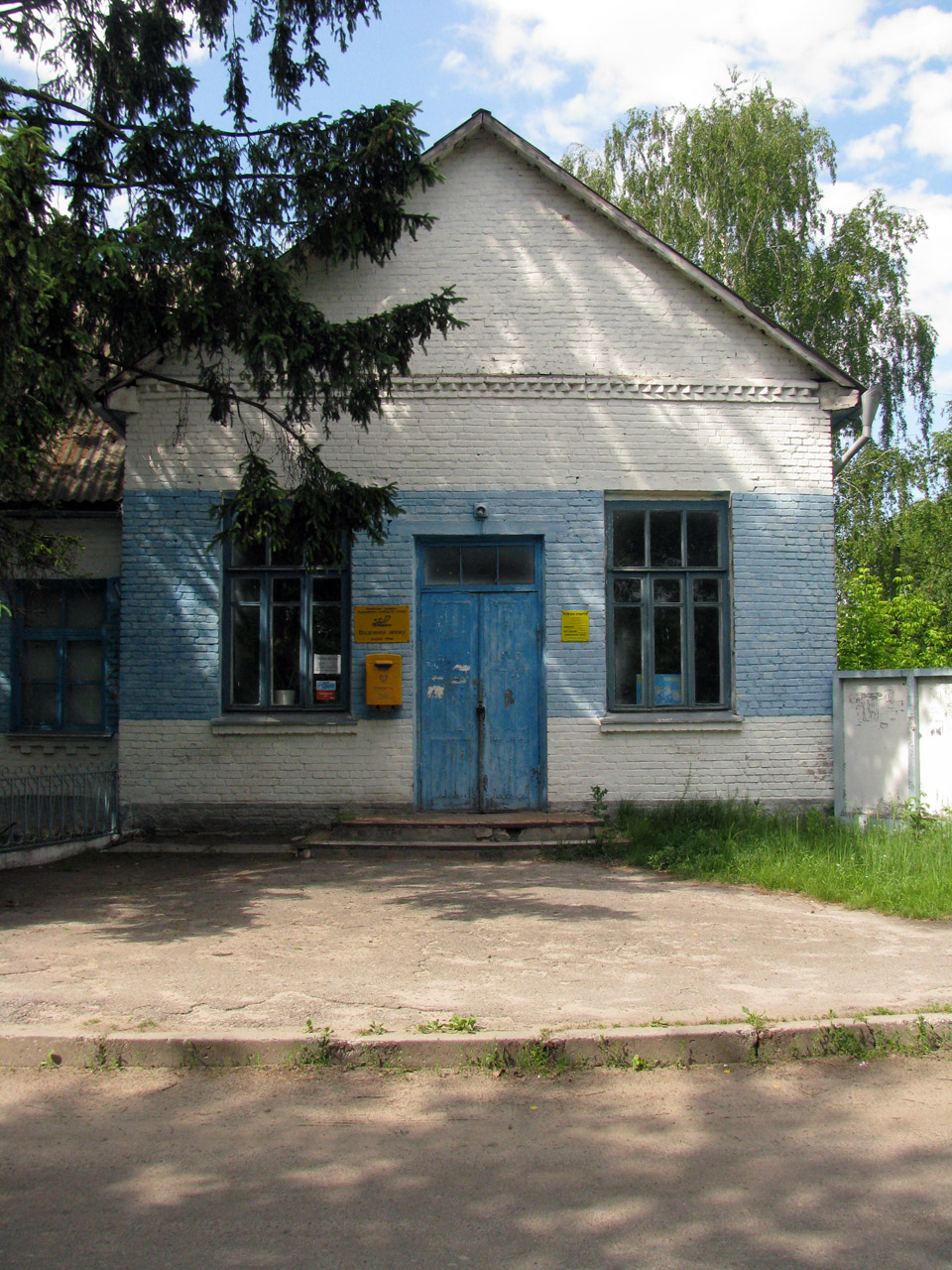
Пошта
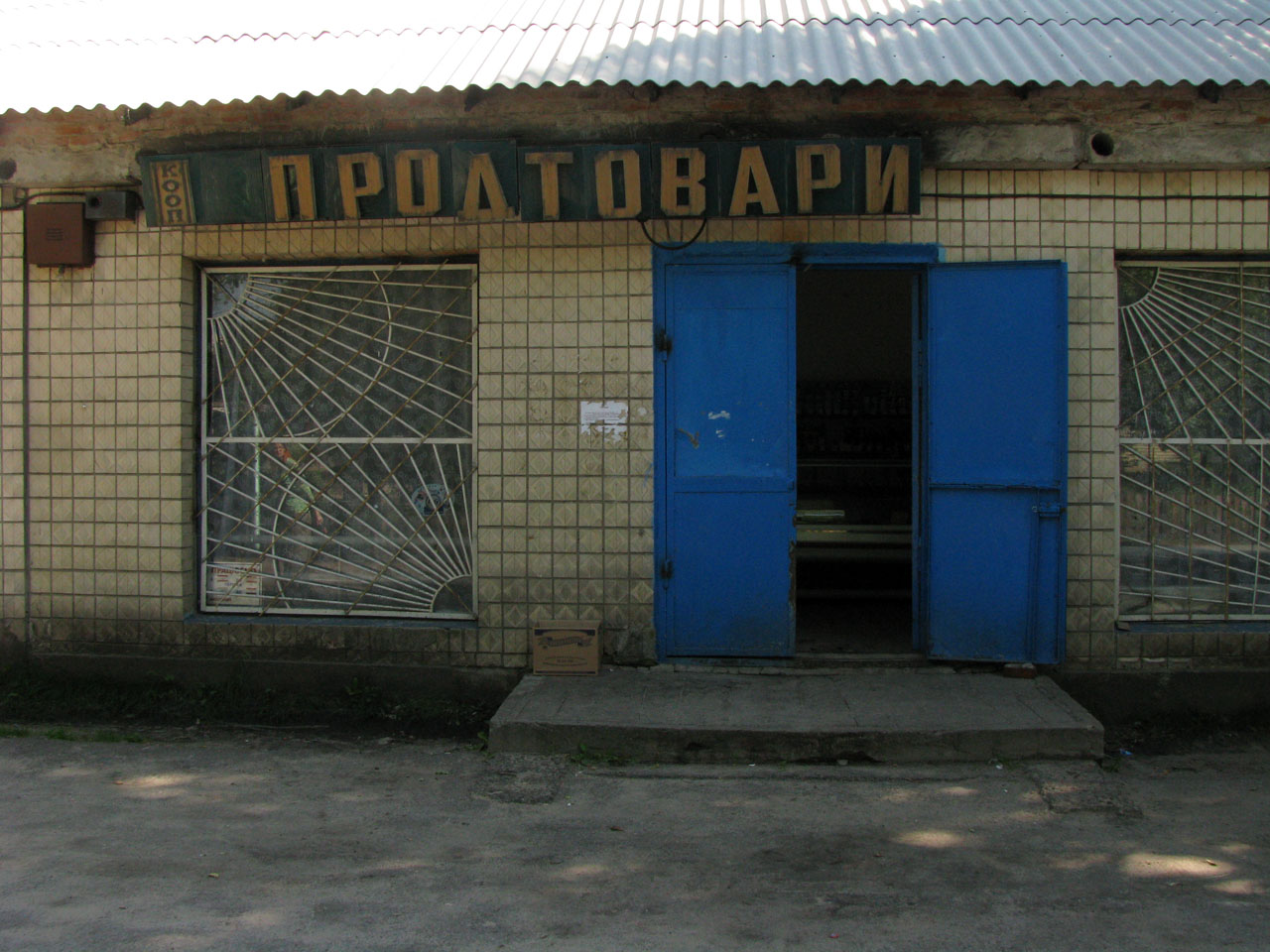
Продуктовий магазин
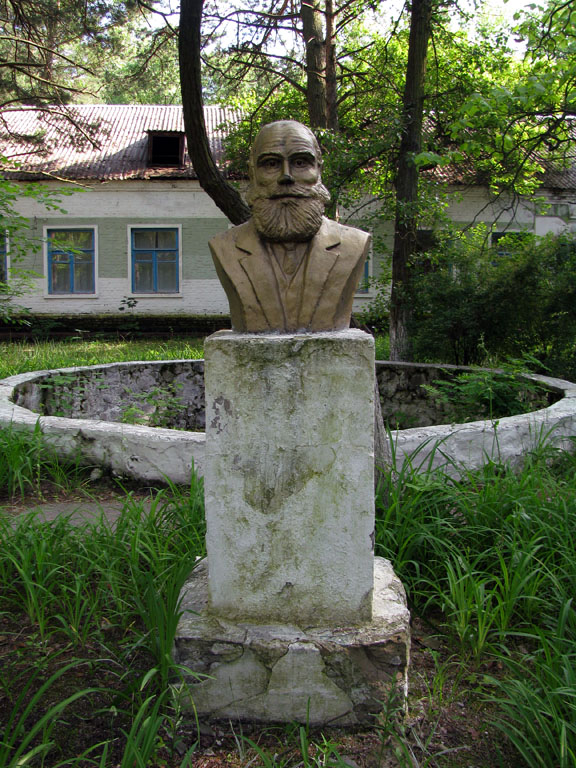
Пам'ятник Івану Павлову біля поліклініки
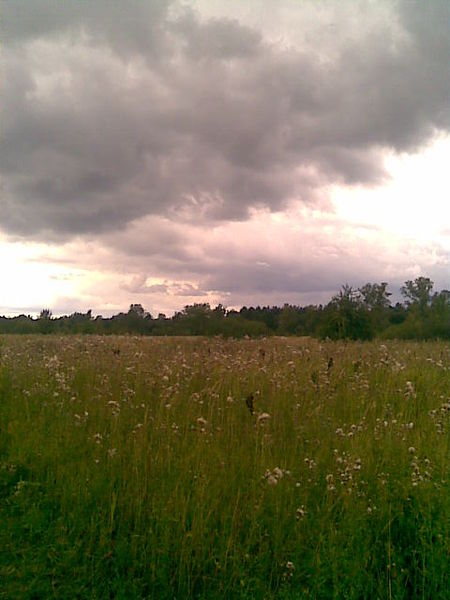
Острів
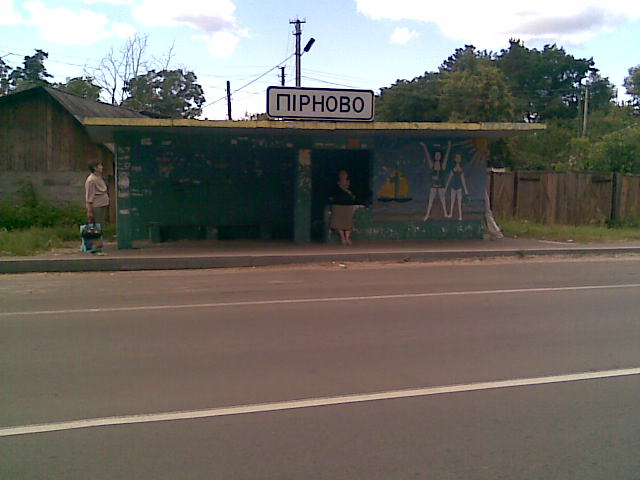
Автобусна зупинка «Пірново»